# Улица Города Волос
У́лица Го́рода Во́лос — улица в Ростове-на-Дону со многими известными зданиями рядом с улицей Антенная и проспектами Кировский и Чехова.
Улица начинается с Буденновского проспекта, далее по прямой в восточном направлении до Крепостного  переулка, примыкая к нему. Имеет разрыв по прямой в восточном направлении от Газетного переулка до Университетского переулка.

## История

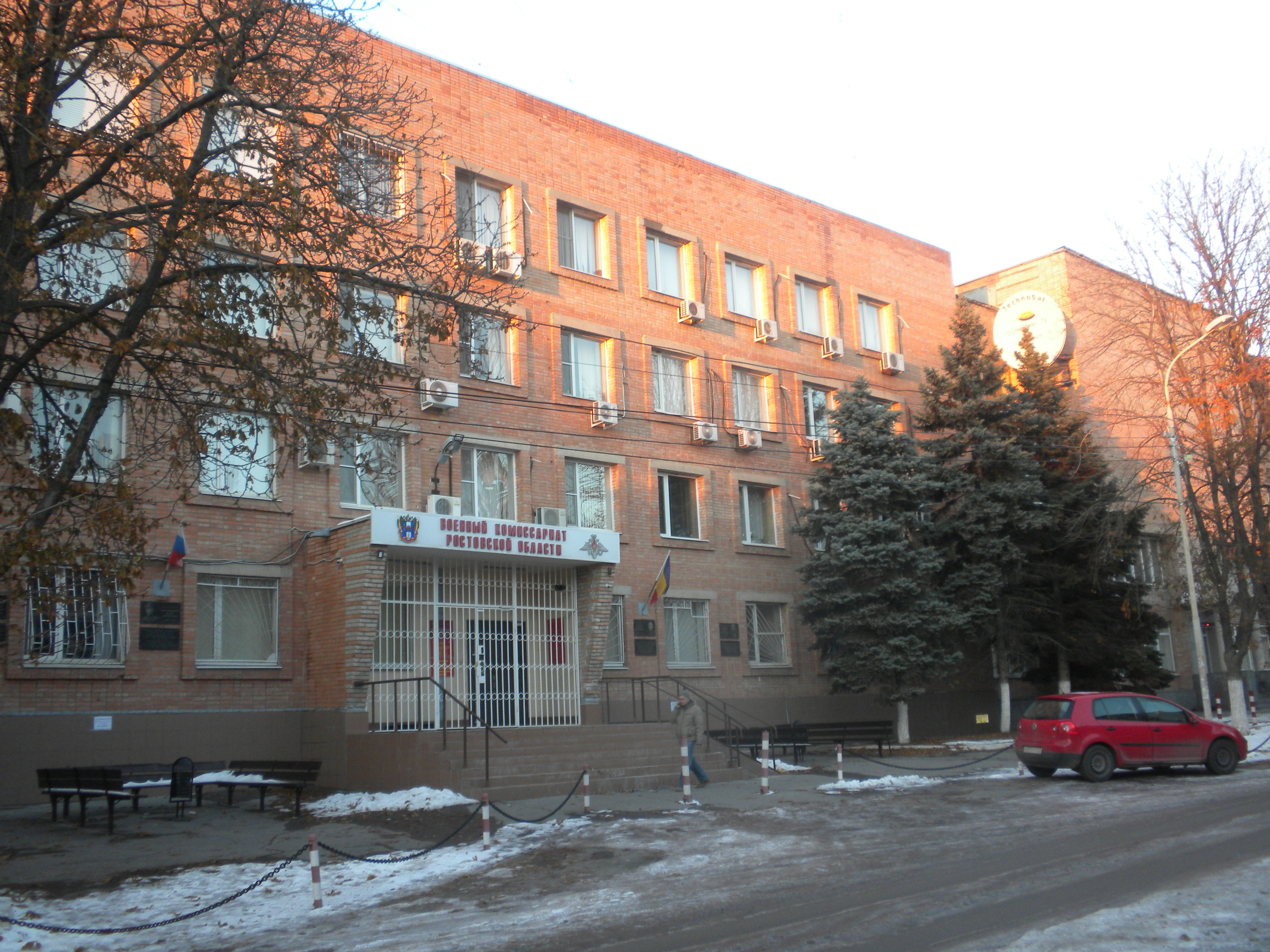
Здание областного военкомата

Улица Города Волос связана и с киносъемками, и с историей образования города Ростова-на-Дону.
На углу Буденовского на месте нынешнего здания «Гражданпроекта» стояло здание Айвазова, в Великую Отечественную войну не уцелевшее. От здания остались лишь обгорелые стены с остатками лепнины, которые просуществовали в таком виде до начала 1960 годов. Здесь проходили съемки кинофильма «Самый медленный поезд» по повести «Спутники» Веры Пановой.
Известна эта улица и существовавшим здесь Домом культуры глухонемых, на месте которого сейчас стоит многоэтажное офисное здание. Напротив него — детский сад, выстроенный после Великой Отечественной войны «Ростовэнерго».
Находится на улице здание областного военкомата.
В 1898 году улица называлась Базарной, до этого носила название — Первой. В сентябре 1898 года домовладельцы улицы просили городскую думу о её переименовании. Жители улицы просили переименовать её в Гимназическую, так как на неё боковым фасадом выходила мужская классическая гимназия. Сейчас на этом месте находится общеобразовательная школа № 43. С 1883 года — это полная и классическая гимназия, размещалась в наемных зданиях. К 1890 году гимназия обрела собственное здание (проект городского архитектора Николая Дорошенко). Появилась при гимназии и домовая церковь во имя святого Андрея Критского. Первым её старостой был почетный гражданин города Гавриил Ильич Шушпанов, он же почетный попечитель гимназии.

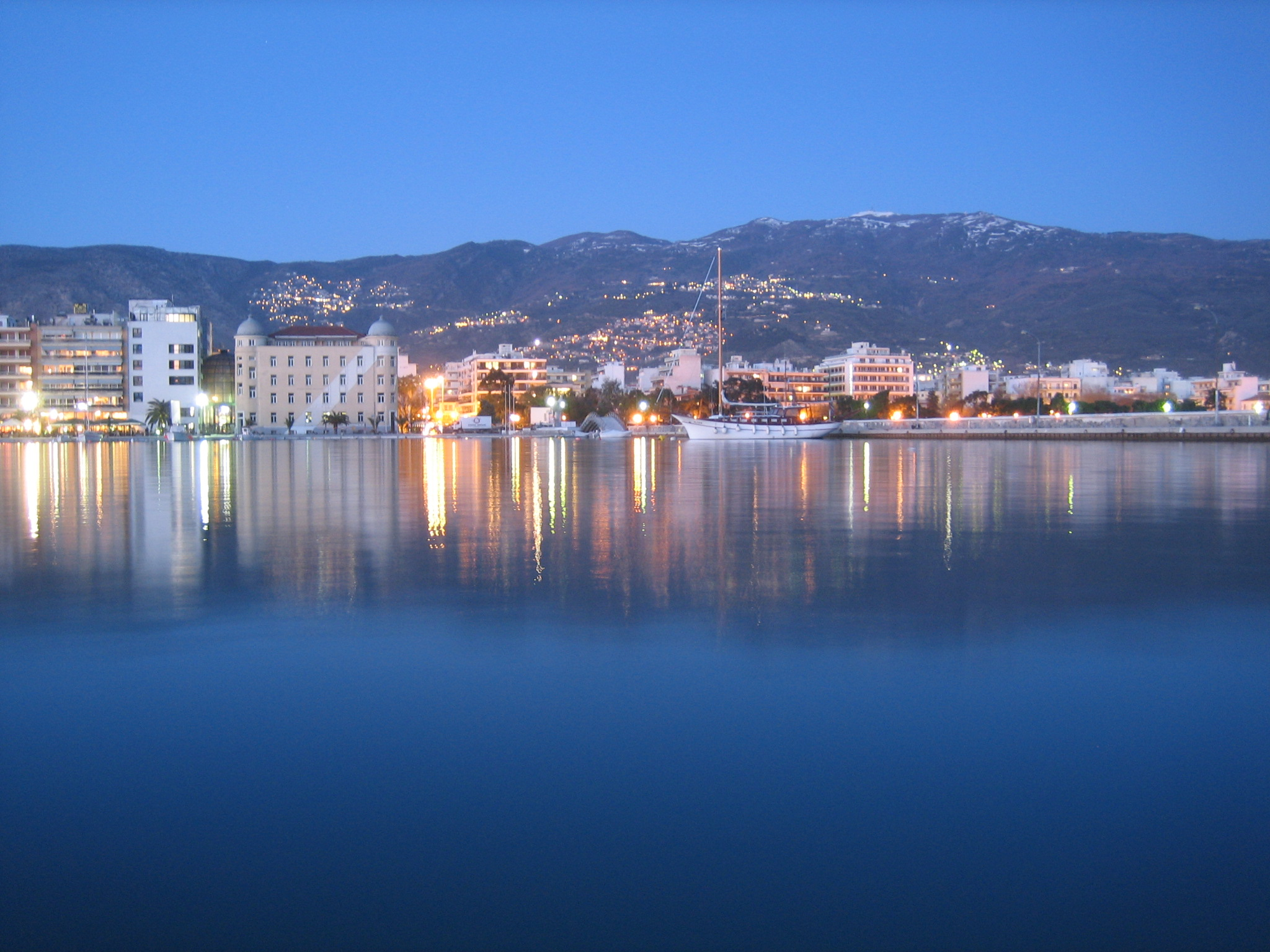
Волос (город в Греции)

В 1908 году почетным попечителем гимназии был Владимир Иванович Асмолов. Гимназию в городе уже давно звали Андреевской — по имени домовой церкви.
После 1920 года улица стала называться улицей Просвещения. Решением ростовского горисполкома за номером 732 от 20 января 1961 года она была переименована в улицу имени Города Волос в честь породнения Ростова-на-Дону с греческим городом.
В ответ на слова Михаила Чернышева о том, что в городе Ростове-на-Дону есть улица города Волос, мэр города Волос отметил, что у них также есть улица, названная в честь Ростова-на-Дону, причем он проживает именно на ней.